# Spirotrichonymphida
Spirotrichonymphida es un orden de protistas anaerobios, la mayoría parásitos o simbiontes de animales, incluido en Parabasalia. Se caracterizan por cinetosomas que se presentan en filas en espiral en sentido contrario a las agujas del reloj. Durante la división celular los flagelos se conservan y las filas flagelares son repartidas entre las células hijas. El axostilo puede ser simple de tipo Tritrichomonas, múltiple en bandas delgadas o reducido.